# MTV Immies
Gli MTV Immies sono stati una manifestazione organizzata dall'emittente televisiva MTV, dove venivano assegnati premi dedicati alla musica indiana e ai suoi talenti. Alla prima edizione del 2003, se ne sono successe altre due, dopodiché lo show è stato soppresso.

## Vincitori dei premi nelle varie edizioni

### 2003

#### Categorie dedicate alla musica nel cinema
- Best Performance in a song - Male: Shahrukh Khan - Chalte Chalte
- Best Performance in a song - Female: Yana Gupta - Dum
- Best Composer: A R Rahman - Saathiya
- Best Lyrics: Gulzar - Saathiya
- Best Singer - Male: Sonu Nigam]- Saathiya
- Best Singer - Female: Chitra - Koi... Mil Gaya
- Best Album: Kal Ho Naa Ho - Karan Johar / Yash Johar
- Best Choreography: Farah Khan - Koi... Mil Gaya
- Best New Film Music Talent - Male / Female: Sonu Kakkar - Dum

#### Categorie dedicate alla musica pop
- Best Male Pop Act - Solo / Duo / Group: Adnan Sami - Tera Chehra
- Best Female Pop Act - Solo / Duo / Group: Falguni Pathak - Yeh Kya Jadoo Kiya
- Best Pop Album: Tera Chehra
- Best Video: Bela Segal - Tera Chehra
- Best New Non-film Talent - Male / Female: Babul Supriyo - Soochta Hun
- Best Remix Video / Song: Kaanta Laga - Harry Anand  / Rao & Sapru Films

#### Categorie dedicate alla musica internazionale
- Best Male Pop Act - Solo / Duo / Group: Westlife
- Best Female Pop Act - Solo / Duo / Group: Norah Jones
- Best Debut: Norah Jones

#### Altre categorie
- Inspiration / Special Award: Lata Mangeshkar
- Best Ghazal Album: Pankaj Udhas - Yaaron Mujhe
- Best Devotional / Spiritual Album: Jagjit Singh - Hari Om Tat Sat
- Best Classical / Classical Fusion Album - Vocal: Bhimsen Joshi - Tum Kaheko Neha Lagaye
- Best Classical / Classical Fusion Album - Instrumental: Rahul Sharma - Psychadelia
- Best Detection IMI Team for the Year 2003: Ram Kripal Singh - DSP (Retd) and Bindeshwari Singh - Sr. Inspector (Retd)

### 2004

#### Categorie dedicate alla musica nel cinema
- Best New Film Music Talent: Kunal Ganjawala (Bheege Honth)
- Best Lyrics: Arun Bhairav (Lal Dupatta)
- Best Singer Male (Film): Sonu Nigam](Main Hoon Na)
- Best Singer Female (Film): Sunidhi Chauhan (Dekh Le)
- Best Performance in a Song Male (Film): Hrithik Roshan (Main Aisa Kyon Hoon)
- Best Performance in a Song Female (Film): Sushmita Sen (Tumhe Joh Maine Dekha)
- Best Film Album: Main Hoon Na
- Best Choreographer: Prabhudeva (Main Aisa Kyoh Hoon)
- Best Composer: Pritam (Dhoom Machale)

#### Categorie dedicate alla musica pop
- Best Female Pop: Sneha Pant (Kabhi Aar Kabhi Paar)
- Best Male Pop Singer: Bombay Vikings (Chhod Do Aanchal)
- Best Pop Album: Harry Anand (Sweet Honey Mix)
- Best Music Video: Raj Santhkumar & Shruti Vohra (Chhod Do Aanchal)
- Best International Pop Debut: The Black Eyed Peas
- Best Remix Video Song: DJ Suketu (Bin Tere Sanam)
- Best New Non Film Talent: Josh (Kabhi)
- Best Ghazal Album: Jagjit Singh (Close To My Heart)
- Best Female International: Tata Young
- Best Male Pop Act International: Enrique Iglesias

#### Altre categorie
- Best Classical Fusion Instrumental: Niladri Kumar
- Best Classical Vocal: Parveen Sultana
- Staying Alive Award: Shailendra Singh of Percept D'Mark
- Inspiration Award: Naushad
- Best Devotional / Spiritual Album: Pandit Jasraj

### 2005

#### Categorie dedicate alla musica nel cinema
- Best Performance In A Song - Male: Abhishek Bachchan & Zayed Khan - Dus Bahane
- Best Performance In A Song - Female: Aishwarya Rai - Kajra Re
- Best Male Singer: Kunal Ganjawala - Salaam Namaste
- Best Female Singer: Alisha Chinai - Kajra Re
- Best Film Album: Bunty Aur Babli - Yash Raj Films Pvt. Ltd
- Best Composer: Himesh Reshammiya - Aashiq Banaya Aapne
- Best Lyricist: Sayeed Quadri - Woh Lamhe
- Best Choreographer: Farah Khan - Just Chill
- Best New Film Music Talent: Himesh Reshammiya - Aashiq Banaya Aapne

#### Categorie dedicate alla musica indipop
- Best Male Pop Act: Abhijeet Sawant - Mohabbatein Lutaunga
- Best Female Pop Act: Asha Bhosle - Aaj Jaane Ki Zid Na Karo
- Best Pop Album: Sonu Nigam - Chanda Ki Doli
- Best Remix Video Song: Dj Suketu/Ahmed Khan - Kya Khoob Lagti Ho
- Best New Non Film Talent: Abhijeet Sawant - Mohabbatein Lutaunga
- Best Video: Anand Surapur (Rabbi - Bulla Ki Jaana)
- Best Ghazal Album: Jagjit Singh's - Raat Khamosh Hai
- Best Classical Instrumental Album: Amjad Ali Khan & Bismillah Khan
- Best Devotional Album: Pundit Jasraj
- Best Classical Vocal Album: Kishori Amonkar
- Best Fusion Album: Medieval Pundits

#### Categorie dedicate alla musica internazionale
- Best International Debut: Gwen Stefani
- Best International Male Pop Act: U2
- Best International Female Pop Act: Mariah Carey

#### Altre categorie
- Inspiration Award: Yash Raj Chopra